# 内川義高
内川 義高（うちかわ よしたか、1931年4月4日 - ）は、日本の元陸上競技選手、指導者。現役時代の専門は長距離走・マラソン。
1952年ヘルシンキオリンピックのマラソン競技に日本代表として出場した。 

## 来歴
佐賀県神埼郡東背振村（現・吉野ヶ里町）出身。7人兄妹の三男だった。
卒業した佐賀県立三養基高等学校では目立った競技歴はなく、旧制中学5年の時に駅伝選手の不足を理由に走ることを強要された時には練習にいつもついていけなかったという。1955年の読売新聞記事では、その学年の12月に学校が佐賀県の駅伝大会で優勝したことで陸上競技への関心が高まり、先輩選手が二人在籍する三井山野炭鉱に入社したと記されている。しかし入社後も成績が上がらず、先輩選手が社内で非難を受けたという。1950年3月の西日本マラソンに出場して2時間44分で3位となる。この出場経緯について、1955年の読売新聞記事は猛練習をした結果を確かめる目的で先輩の一人に申し出たというニュアンスで書かれているのに対し、1977年の書籍では競技をやめる前に一度走るつもりで出たと記されている。レース後に、金栗四三からオリンピックを目指すよう激励を受けた。
1951年2月4日に山口県山口市で開催された「ボストン、ニューデリー派遣選手壮行会マラソン大会」に出場し、田中茂樹、野田義一に次いで2時間30分40秒の記録で3位に入り、ボストンマラソン派遣選手候補に選定された。4月のボストンマラソン本番では、優勝した田中から14分近く遅れる2時間41分31秒で8位だった。同年10月の日本陸上競技選手権大会（メイン会場は名古屋市瑞穂公園陸上競技場）のマラソンでは、2時間33分43秒で3位に入賞した。
1952年5月4日の毎日マラソン（当時は大阪市・高石町間で実施）に2時間29分55秒で優勝し、同日に1952年ヘルシンキオリンピックのマラソン日本代表に選出された。しかしオリンピック本番では途中棄権に終わった。選手団マラソンコーチの竹中正一郎は『オリンピック大会報告書』の中で、エミール・ザトペックら欧米選手に伍してトップに立つことはあきらめて入賞を狙って走るよう選手たちに指示し、最初の5キロメートル (km)地点では内川はトップ集団から1分遅れの16分40秒（その時点で日本選手トップ）だったと記している。それでも竹中によれば「彼の力よりも、約1分早い」もので、通常ならペースダウンを指示するところ、上位争いの圏内に残るためにはこれ以上落とせなかったという（竹中はそのあとラスト10km地点に移動したため、内川が棄権した地点は目撃していない）。内川に取材した1977年の書籍では、早いペースへの不安から逆にペースを落としたことで「リズムをこわす」形になり、足の痙攣を起こして棄権したという。
その後日本大学に引き抜かれる形で、経済学部に入学する。1954年2月7日の第3回別府大分毎日マラソンに出場して2時間34分48秒で初優勝した。1955年12月5日の第8回朝日マラソン（当時は神奈川県で開催）に出場して2時間32分2秒で5位に入賞し、その結果を受けて2度目となる翌年のボストンマラソン派遣選手に選出される。4年ぶりのボストンマラソン（1955年4月19日）では前回より1つ順位を上げる7位（2時間22分40秒、優勝した浜村秀雄とは約4分差）だった。日本を出発する直前に、兄妹で一番気が合ったという兄の一人が「ボストンでの健闘を祈る」という遺書を残して27歳で死去したが、母親の配慮で内川には伝えられなかったという。しかし、1956年メルボルンオリンピックの選考レースだった1956年5月5日の第11回毎日マラソンでは上位に入ることができず、2大会連続の代表を逃した（日大後輩の川島義明が優勝して代表となった）。
在学中には東京箱根間往復大学駅伝競走に第30回（1954年）から第33回（1957年）まで毎年出場し（区間は5区が2回、3区と10区が各1回）、区間最高順位は第31回（3区）と第33回（5区）の2位だった。このうち、第33回では日本大学の戦後初優勝をアンカー（10区）としてゴールテープを切った。当時内川は日本大学陸上競技部の主将だった。
大学卒業後はリッカーで競技を続け、毎日マラソンでは第14回（1959年5月）・第15回（1960年5月）で連続して2位に入賞したが、1960年ローマオリンピックの代表には選ばれなかった（第15回大会の前にすでに廣島庫夫と渡辺和己が代表に内定しており、第15回大会に優勝した貞永信義が残る1枠を占めた）。その後も毎日マラソンでは第16回（1961年）で3位、第17回（1962年、この年から滋賀県開催)で5位と上位の成績を収めた。
引退後はリッカーでコーチを務めた。また母校の日本大学のコーチも務める。1968年4月18日に、宇佐美彰朗（大学後輩）の姉と結婚し（結婚式は宇佐美の実家のある新潟県弥彦村のホテルで実施）、1977年時点では姓が「宇佐美」となっていた。1983年当時は千葉県千葉市で薬局とコンビニエンスストアを経営していた。